# Antonio del Castillo y Saavedra
Antonio del Castillo y Saavedra (Cordova, 10 luglio 1616 – Cordova, 2 febbraio 1668) è stato un pittore spagnolo, considerato uno dei più importanti caravaggisti del cosiddetto Siglo de Oro assieme ad Alonso Cano.

## Biografia
La sua formazione giovanile pittorica la ricevette dapprima dal padre Agostino e dallo zio Juan ed in un secondo tempo nella bottega di Francisco de Zurbarán, che lo indirizzò ad un attento esame e studio della natura, ad una profonda attenzione al cromatismo ed al senso plastico.
Negli anni seguenti, Castillo conservò queste tendenze pur aprendosi alle influenze della pittura fiamminga e olandese durante la sua attività di paesaggista e ritrattista.
Tra le sue opere più riuscite in questa fase artistica si annoverarono le Storie dell'Antico Testamento, caratterizzate da una accurata cura nei particolari e da paesaggi realistici.
Nell'ultimo periodo di carriera, Castillo si accostò sulle posizioni del Murillo come evidenziato dal Battesimo di san Francesco.
Complessivamente, la gran parte della sua attività si svolse all'interno degli ambienti ecclesiastici e dei luoghi di culto delle città di Granada e Cordova.
Nei pressi di Siviglia il 28 giugno 1635 ha sposato la sua prima moglie, Caterina de la Nava, donna di quindici anni più grande di lui.
Con la moglie si stabilì in una casa in affitto sulla strada di fronte all'ospedale della Lámpara e con la dote di sua moglie arredarono la sua nuova casa.
Il 28 Ottobre 1644 morì prematuramente Catalina de la Nava, che ha lasciato in eredità un quinto del loro patrimonio e distribuito il resto tra Andrés Pérez e Francisca de León, figli dal suo primo matrimonio. 
Cinque anni dopo la morte di Catalina de la Nava, ha contratto il secondo matrimonio con María Magdalena Valdés, figlia dell'argentiere Simón Rodríguez de Valdés. Si iniziò così una delle fasi più prospere per l'artista di Cordova, che ha incrementato il numero di importanti commissioni: El Calvario (attualmente presso il Museo di Belle Arti di Cordoba) per la sala principale del tribunale dell'Inquisizione; la commissione del murale de La Vergine per la cattedrale; i dipinti murali per la Puerta del Perdón della cattedrale; l'Incoronazione della Vergine, per la chiesa dell'Ospedale di Gesù Nazareno e il San Raffaele per José de Valdecañas e Herrera.
In occasione della peste degli anni 1649 e 1650, Castillo ha presentato una poesia al concorso letterario organizzato dal Comune in onore dell'Arcangelo San Raffaele, per invocare la sua protezione contro la malattia. Con le sei strofe di Castillo, dedicate alla prima apparizione dell'Arcangelo al frate Simone de Sousa nel 1278, ha vinto il secondo premio e sono state successivamente raccolte nel 1653 nel libro commemorativo di Pedro Mexia de la Cerda, Relación de las fiestas eclesiásticas y seculares que la mui noble y siempre leal Ciudad de Córdoba ha hecho a su Ángel Custodio S. Rafael este año de M.DC.LI.
Nel 1652, María Magdalena Valdés morì lasciando Castillo vedovo per la seconda volta. Il 30 luglio 1654 si risposò con Francisca de Paula Lara y Almoguera. Gli ultimi anni della sua vita sono poco noti a causa della mancanza di documentazione scritta riguardante la produzione artistica.

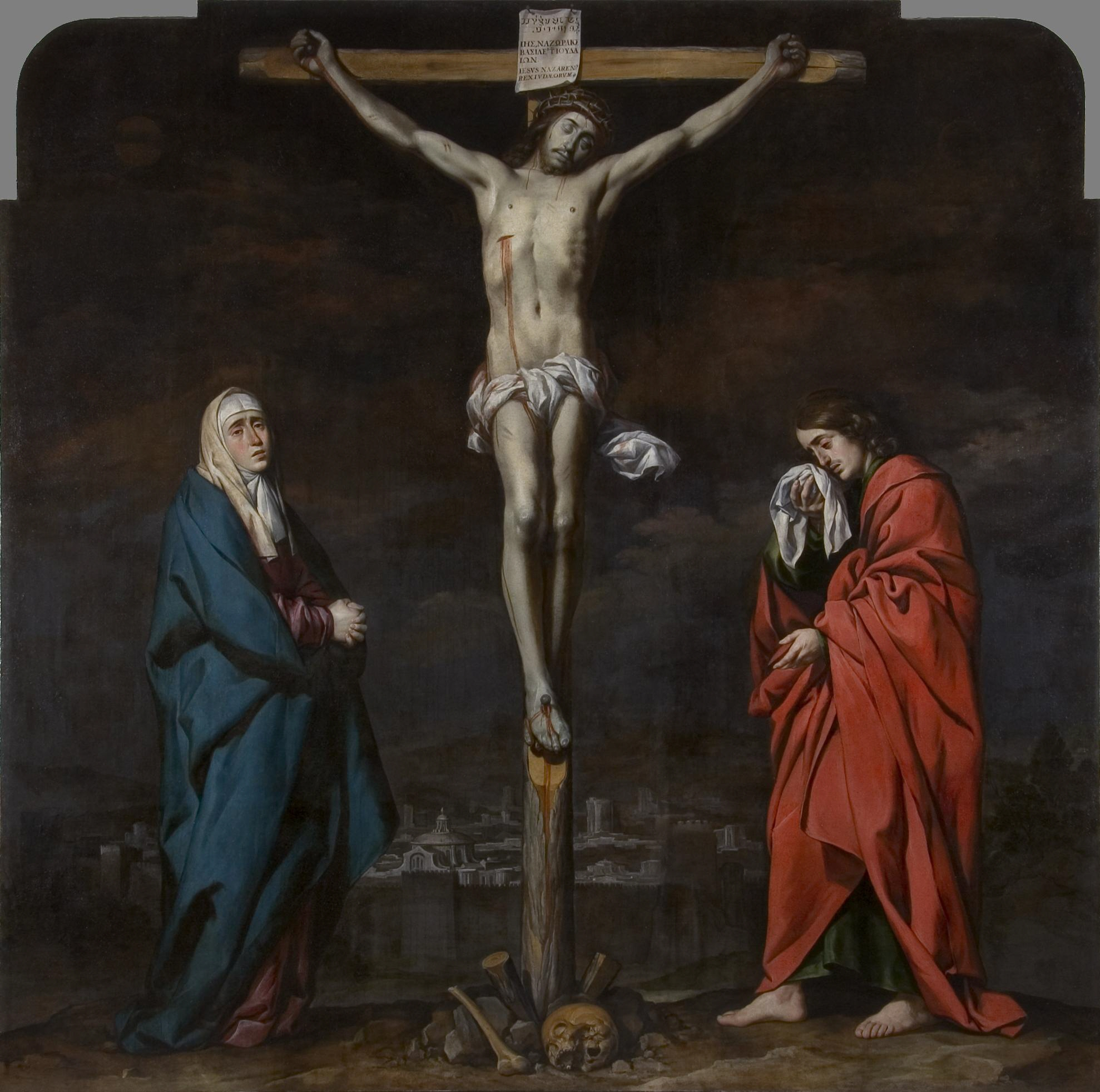
Calvario dell'Inquisizione, Museo de Bellas Artes, Cordova
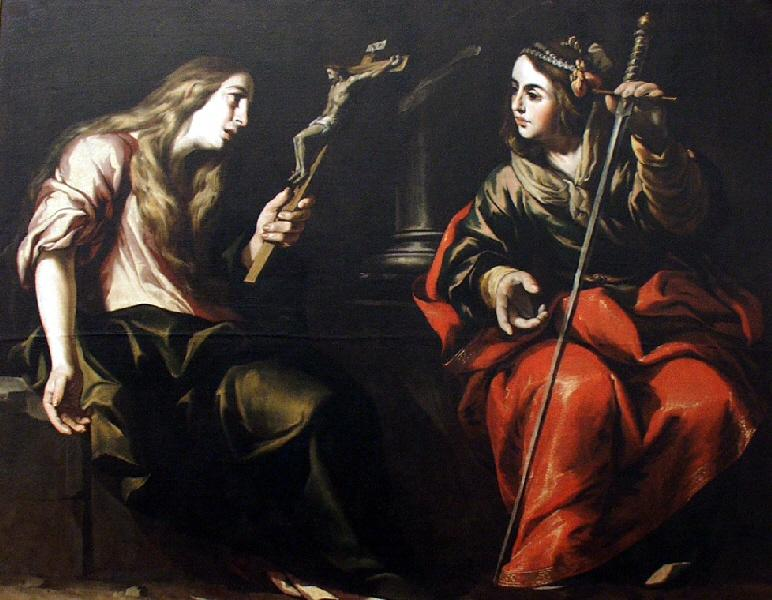
Santa Maria Maddalena, Museo de Bellas Artes, Cordova
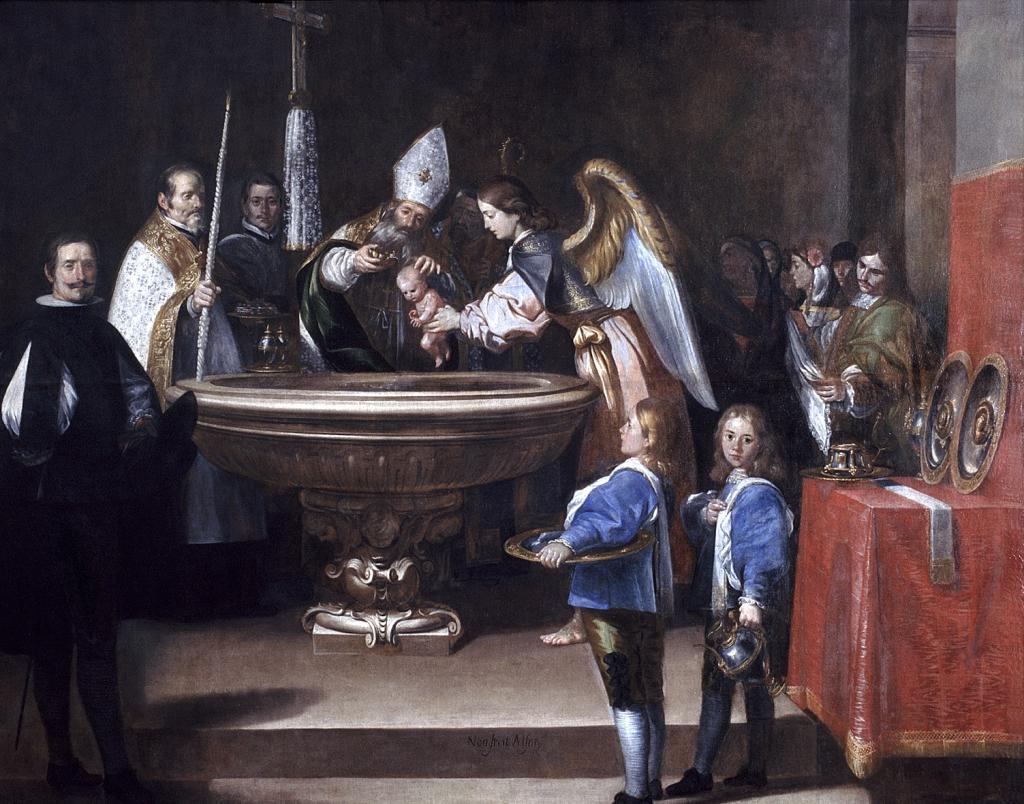
Battesimo di san Francesco d'Assisi, Museo de Bellas Artes, Cordova
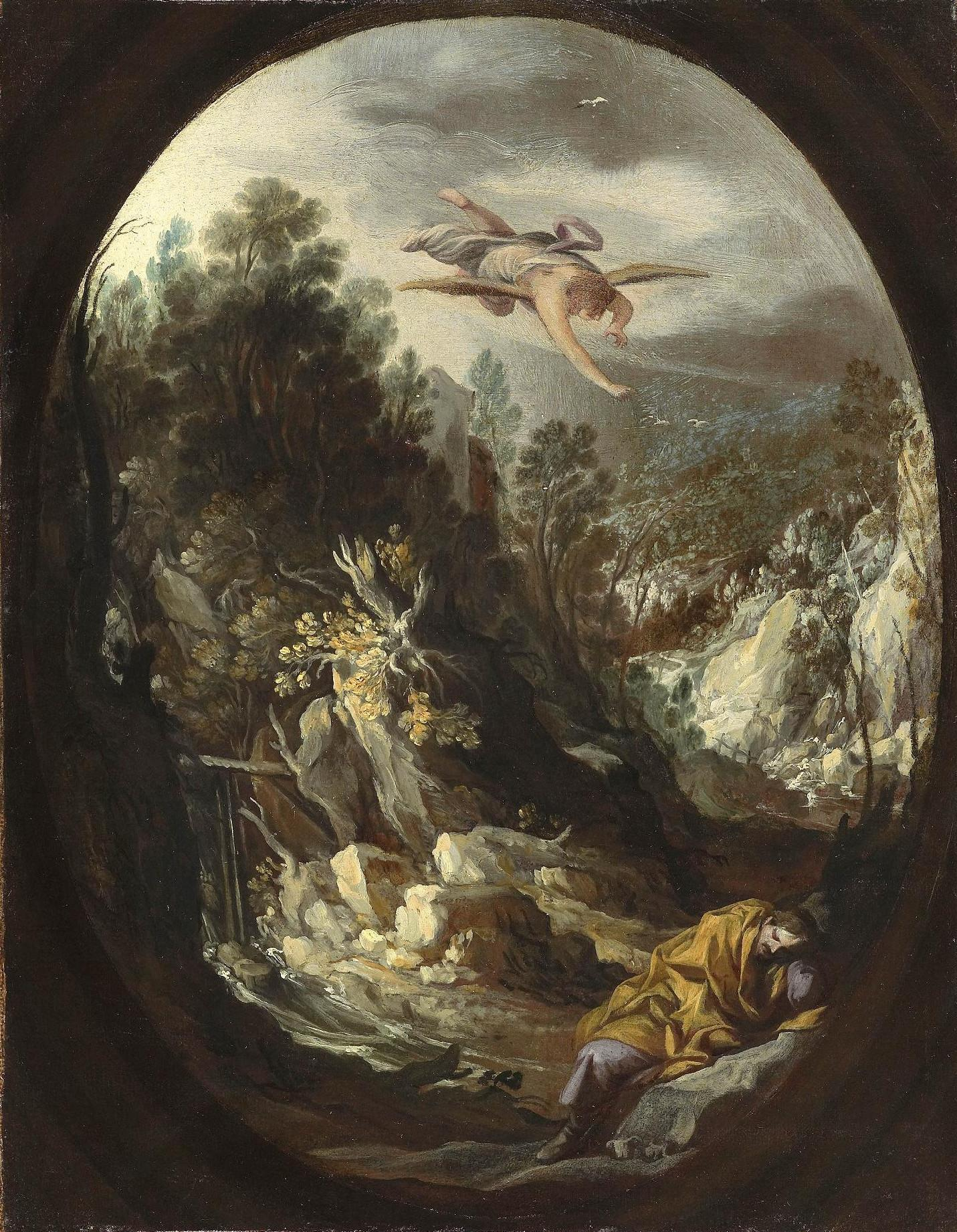
Sogno di san Giuseppe, Museo de Bellas Artes, Cordova
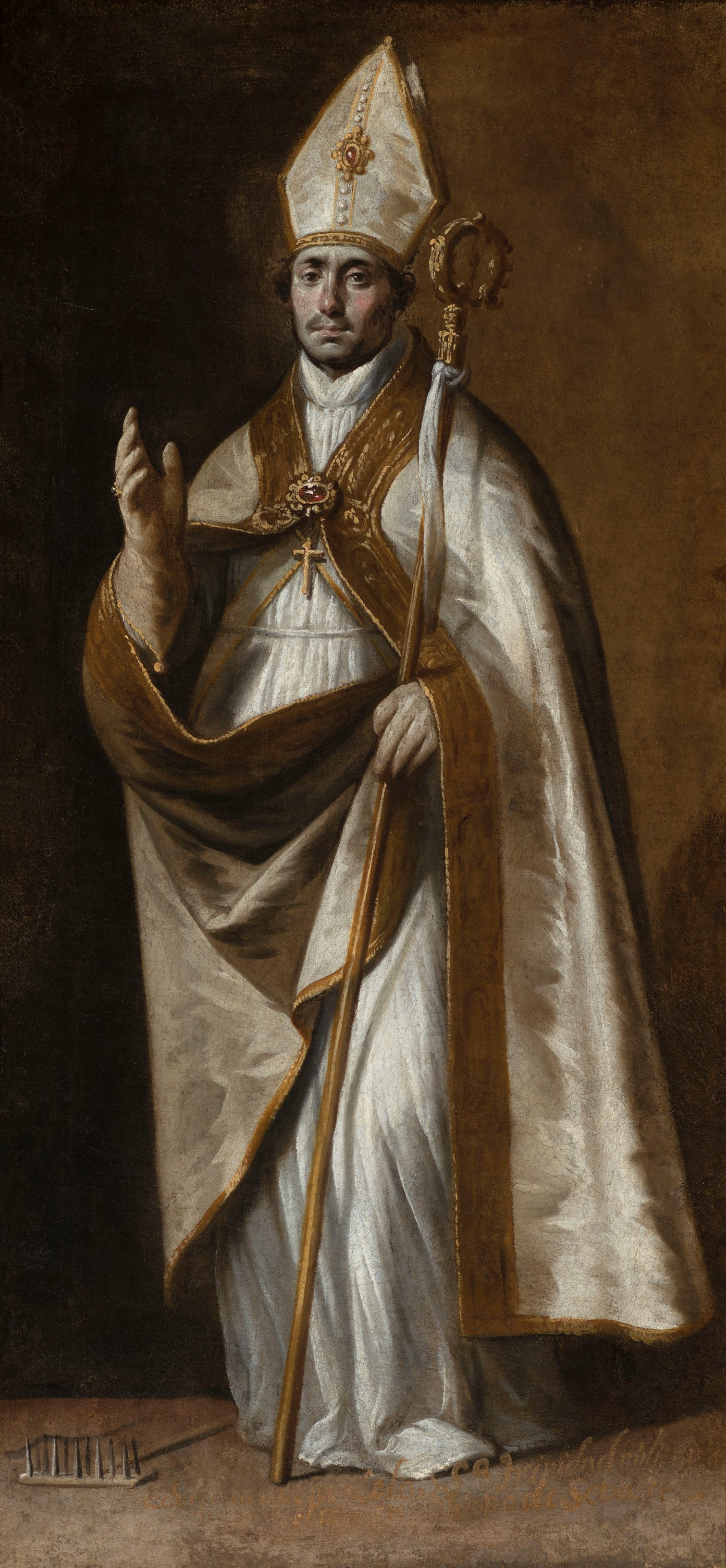
San Biagio, Museo de Bellas Artes, Cordova
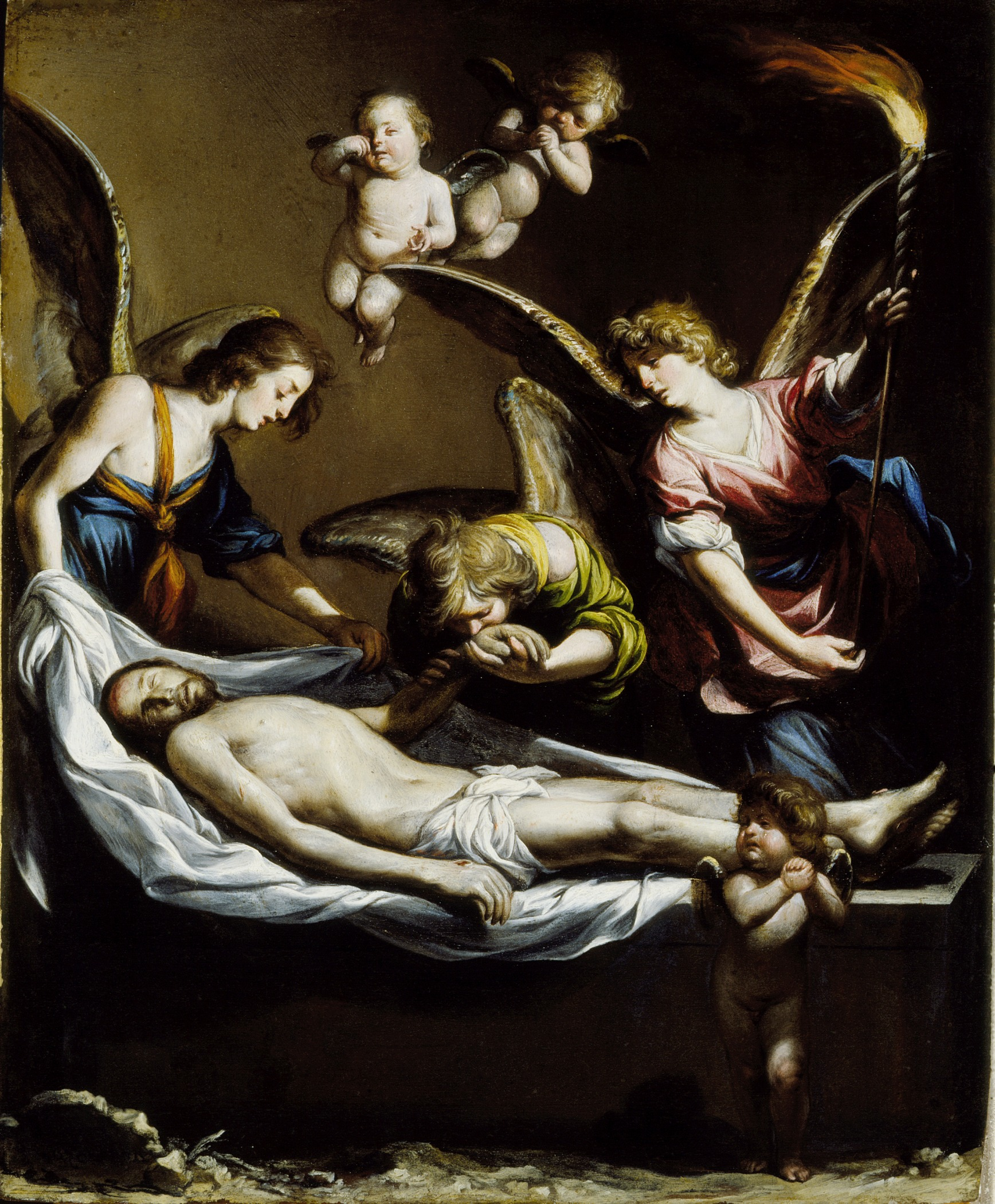
Cristo morto ed angeli, Los Angeles County Museum of Art
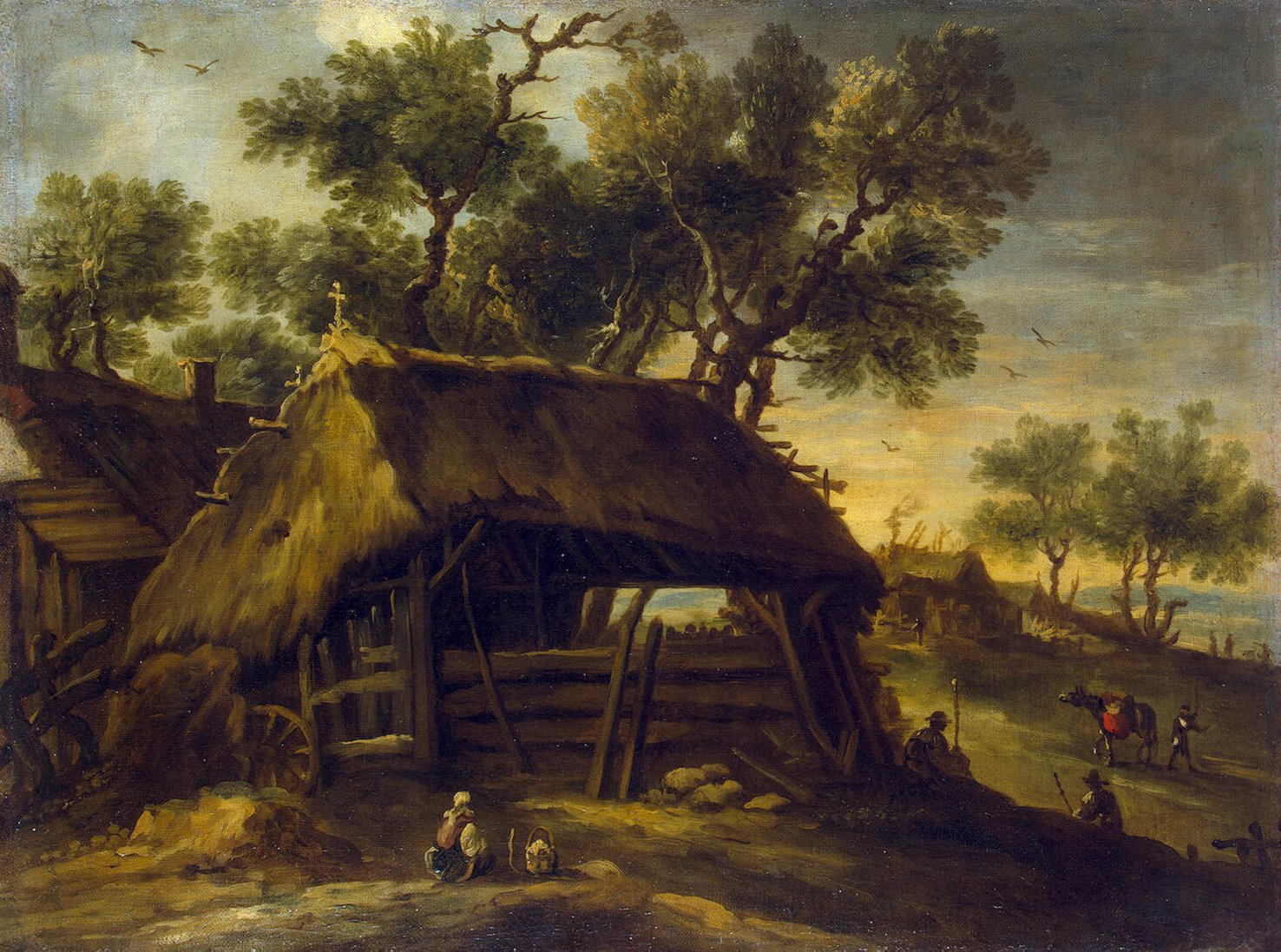
Paesaggio, Ermitage, San Pietroburgo